# 米诺斯火山爆发
米诺斯錫拉島火山爆发（The Minoan eruption of Thera），也叫做圣托里尼火山爆发，是发生在希腊的圣托里尼的一个火山爆发指数为6-7级之间的灾难性的火山爆发，喷发物的体积相当于60立方千米的实心岩石。火山的喷发时间估计是公元前第二个千年。这次喷发是地球上最严重的火山爆发之一，灾难毁坏了米诺斯的锡拉岛，包括米诺斯在阿克羅蒂里的殖民地（在今天的圣托里尼），也毁坏了附近岛屿和克里特岛的农业和居住区。
关于这次火山爆发，还没有发现描述清楚的古代文字记录；这次爆发可能也造就了一些希腊神话，可能导致了埃及的骚乱。另外，米诺斯火山爆发和阿克羅蒂里城的毁灭也可能让柏拉图得到灵感，而写下关于亚特兰蒂斯的故事。

## 噴發相關

### 物理影响
剧烈爆发的中心位于一个小岛，如今在破火山口中心的新卡梅尼岛偏北。这个破火山口本身是在数十万年间的喷发中，由于岩浆囊被淘空而坍塌形成的，然后在下一次喷发前，又被熔结凝灰岩填充。这一过程反复进行着，最近的一次是两万一千年前。在米诺斯时代的爆发中，破火山口的北部同样经历了这一过程，在喷发前几乎形成了一个完整的环，只有在阿斯普罗尼希岛（Ασπρονήσι）和锡拉岛之间有一个豁口。而这次喷发摧毁了阿斯普罗尼希岛和锡拉希亚岛（Θηρασία）以及锡拉希亚岛和锡拉岛之间的联结，形成了两个新的海峡。
在圣托里尼岛上有厚约60米的白色火山灰沉积，它们的底部才是当时的地面。这个地层可以被分为三个明显不同的层次，分别对应喷发中不同的阶段。
在喷发前可能发生过一系列的地震，警告了当地居民关于发生灾害的危险，使得他们有时间收拾撤离这个危险地区。因为在阿克罗蒂里遗址上没有发现任何喷发受害者的遗体，而仅有的尸体被证明属于一个先于喷发就存在的墓葬。第一层火山灰的厚度，以及这一层沉积被雨水侵蚀的表象，表明火山在喷发之前的数个月（而不是先前所以为的数年）内已经给人以警示。亟待考察的是进一步的挖掘能否发现因为未能及时逃离而群集在海滩上的居民尸体，如同未能幸免于公元79年维苏威喷发的赫库兰尼姆城（Herculaneum）那样。
米诺斯喷发属于经典的普林尼式喷发，特征包括升腾的烟柱以及直冲平流层的尘埃。这次喷发产生了高约30-35千米的喷发柱，流出的岩浆同浅湾的海水所接触，导致了剧烈的透水层爆炸。喷发还引发了35至150米高的海啸（估计不一），横扫了110公里之遥的克里特岛北岸。这次海啸重创了海滨城市阿穆尼索斯（Αμνισός），将建筑物冲得七零八落，它还将克里特岛北岸的米诺斯舰只尽数消灭。在朝东27公里远的阿纳菲岛上发现了3米厚的火山灰层，并且在海拔250米的山坡上有浮石层；地中海其他地方都发现有锡拉喷发所导致的浮石沉积 （页面存档备份，存于）。不过克里特岛所发现的火山灰现在被认为属于前期，即大喷发数周或数月前的产物。而海底钻探和对土耳其湖泊考察所发现的火山灰层表明，圣托里尼东面和东北面是火山灰沉降最多的地区。
这次爆发的喷发量估计是喀拉喀托火山1883年的四倍还多，岛上每一丝生命都被掩埋在厚厚的灰烬之下，将岛屿变成了一个不毛之地。

### 定年
米诺斯喷发的精确定年对于研究整个爱琴海区域第二个千年的历史非常有价值，因为它在时间轴上能够提供一个参考点。从碳定年法所得出的结论普遍认为在前1650年至前1600年之间，而这个日期与考古学的定年前1500年至前1450年有相当大的差距。
一些学者认为应该根据碳定年法的结论来修正考古年表，而另一些人为碳定年的结论完全错误，有一些则寻求在这二者之间寻求一个妥协，找出一个能够并容二者的方案。重新修正爱琴文明青铜时代的考古年表被认为不太可行，因为这连带地要求同时修正已经相当成熟的通用埃及年表，这是相当令人难以接受的。这个争论正在继续。
人们希望格陵兰冰核中所蕴含的信息能够帮助解决这个谜团。在定年为前1644+/-20年的冰层中发现了一次疑为锡拉的巨大喷发的痕迹，然而对提取出的火山灰的研究表明这并非来自圣托里尼 （页面存档备份，存于）。因此前1644年这一日期是错误的。
三份年轮资料表明前1629—1628年发生了一次重大事件，影响了正常的树木发育，可能就是格陵兰冰层中发现的前1644年事件。然而，并无确凿证据将这两个事件等同在一起，并且这两起事件甚至可能毫无关联。目前也没有有力证据证明或证伪前1628年年轮异常与锡拉喷发的关系。
当一起VEI-4或更大的喷发发生，它们可以在树木年轮和冰盖中留下线索，然而，缺乏线索却不能简单地被解读为喷发不存在。人们仍寄希望于其他冰层能够提供圣托里尼火山灰，帮助确定喷发的年份。

### 规模
直到2003年，锡拉火山的米诺斯喷发和喀拉喀托火山划分为统一等级VEI-6，然而最近对沉降的灰烬的研究表明，喷发的等级可能还要高一级，为VEI-7。并非所有的学者都同意这个观点。这个等级的喷发可以比肩1815年坦博拉火山的喷发，在这次喷发中，大量的二氧化硫被释放入大气，使得接下去的1816年成为了“没有夏天的一年”。这次巨大的喷发对当时人类文明进程的影响仍未被完全了解，是一个非常有启发的课题。

## 歷史影響

### 埃及的记录
奇怪的是，似乎没有对这次喷发的埃及记录遗存下来。曾经有人声称在尼罗河三角洲发现了圣托里尼火山灰，事后被证明这是一次误检。还有人认为锡拉喷发和山体的崩塌激发了神话想象，如赫西俄德《神谱》中的泰坦战争，以及埃及中王國時期传说易仆术的忠告（Admonitions of Ipuwer）中的灾难。

### 与亚特兰蒂斯的关联
斯皮里东·马林拿托斯1939年的论文是一个突破口，将柏拉图关于亚特兰蒂斯的故事和引起克里特岛上米诺斯文明衰落的这次灾难联系起来。这个理论的反对者认为克里特和圣托里尼的大小不符合柏拉图对亚特兰蒂斯的描述，而且米诺斯文明衰落的时期也远远晚于亚特兰蒂斯消失的日期。James Luce和A.G.Galanopoulos等学者的反驳认为对古埃及象形文字和迈锡尼线性文字B的错误解读可能导致了将“百”认作“千”的错误，因而修正过的尺寸和日期能够将亚特兰蒂斯对应于克里特的梅萨拉平原（Μεσαρά）以及米诺斯文明约前1450年代的衰落。然而事实上，对于前者来说出现错误的可能性很小，因为埃及象形文字中数字的符号非常易于辨认。